# Ruslan Chagayev
Ruslan Shamilovich Chagayev (uzb. cyr.: Руслан Шамилович Чагаев; ros.: Руслан Шамилович Чагаев, Rusłan Szamiłowicz Czagajew; tat.: Руслан Шамил улы Чагаев, Ruslan Şamil ulı Çağaev; ur. 19 października 1978 w Andiżanie) – uzbecki bokser pochodzenia tatarskiego, były zawodowy mistrz świata organizacji WBA w kategorii ciężkiej, amatorski mistrz świata w kategorii superciężkiej z 2001.

## Kariera amatorska
Pierwszy sukces odniósł w 1995, zdobywając złoty medal podczas mistrzostw Azji w Taszkencie. Rok później stanął na najniższym stopniu podium podczas mistrzostw świata juniorów w Hawanie. W tym samym roku reprezentował też Uzbekistan na olimpiadzie w Atlancie, ale swój udział w turnieju zakończył już w po pierwszej walce (porażka z Luanem Krasniqi).
W 1997 zdobył złoty medal na mistrzostwach świata w Budapeszcie, wygrywając w finale ze słynnym Félixem Savónem. Jednak tytuł mistrza świata został mu później odebrany, kiedy wyszło na jaw, że wcześniej stoczył w Stanach Zjednoczonych dwie zawodowe walki. Chagayev zachował status amatora, deklarując te walki jako pokazowe. Został jednak zawieszony na jeden rok przez AIBA.
W następnym roku, po odbyciu kary, zdobył złoty medal na igrzyskach azjatyckich, a w roku 1999 – następne mistrzostwo Azji. W tym samym roku przegrał w Houston w ćwierćfinale mistrzostw świata z Savónem. Także na ćwierćfinale zakończył swój udział na olimpiadzie w Sydney (porażka z Wladimerem Czanturią).
Ukoronowaniem jego amatorskiej kariery był tytuł mistrza świata w kategorii superciężkiej, wywalczony w 2001 w Belfaście.
Chagayev jest jedynym bokserem, który dwukrotnie zdołał pokonać Félixa Savóna – najpierw dokonał tego jako 19-latek w 1997 w finale mistrzostw świata (później odebrano mu tytuł), a następnie w 1999 w finale międzynarodowego turnieju w Płowdiwie. Savón wygrał z Chagayevem tylko raz, na mistrzostwach świata w 1999.

## Kariera zawodowa
"Prawdziwy" debiut Chagayev w boksie zawodowym (pierwsze dwie walki stoczył w 1997) nastąpił w 2001. Chagayev stopniowo i konsekwentnie awansował w rankingach organizacji bokserskich. Pokonał takich pięściarzy jak Wołodymyr Wirczis (na punkty decyzją większości – kilkanaście godzin przed tą walką matka Chagayeva przeszła operację serca) i Michael Sprott (techniczny nokaut w ósmej rundzie).
Jedyną jak dotychczas walką Uzbeka, która zakończyła się remisem, był pojedynek z 2002 z Robem Callowayem (walka przerwana w trzeciej rundzie z powodu kontuzji Amerykanina po przypadkowym uderzeniu głową).
W listopadzie 2006 stoczył pojedynek eliminacyjny organizacji WBA z Johnem Ruizem. Po wyrównanym pojedynku pokonał Amerykanina niejednogłośnie na punkty i dostał szansę walki o mistrzostwo świata. Zmierzył się o nie 14 kwietnia 2007 z niepokonanym Nikołajem Wałujewem. Rosjanin górował nad Uzbekiem warunkami fizycznymi – był blisko 30 cm wyższy i 40 kg cięższy. Mimo to po dwunastu rundach Chagayev wygrał przez decyzję większości i zdobył pas mistrzowski.
19 stycznia 2008, w pierwszej obronie tytułu, pokonał na punkty Matta Skeltona. Następnie z powodu kontuzji kilkakrotnie przekładał termin walki rewanżowej z Wałujewem, który w międzyczasie stał się oficjalnym pretendentem do tytułu. Ostatecznie WBA ogłosiła go "mistrzem w zawieszeniu" (champion in recess). Natomiast regularny tytuł mistrza WBA wywalczył Wałujew, pokonując w sierpniu 2008 Johna Ruiza.
Pierwszej porażki na zawodowym ringu Uzbek doznał 20 czerwca 2009, przegrywając przez TKO z Wołodymyrem Kłyczko. Walka odbyła się w Veltins-Arena w Gelsenkirchen i była oglądana na żywo przez około 60 tys. osób. Po 9. rundzie lekarz zadecydował, że mocno obity i zakrwawiony Chagayev nie może kontynuować walki.
26 maja 2010 Chagayev pokonał na punkty Australijczyka Kaliego Meehana, zdobywając status pretendenta do mistrzowskiego pasa WBA. 27 sierpnia 2011 zmierzył się z Aleksandrem Powietkinem o regularne mistrzostwo świata WBA, przegrywając jednogłośną decyzją.
11 lipca 2015 w Magdeburgu Rusłan pierwsza obrona tytułu mistrza świata wagi ciężkiej federacji WBA w wersji Regular znokautował pierwszej rundzie Włocha Francesca Pianetę (31-2-1, 17 KO).